# Loge Les Amis Philanthropes nº 1
Loge Les Amis Philanthropes nº 1 is een vrijmetselaarsloge in Brussel die deel uitmaakt van het Grootoosten van België en het Soeverein College van de Schotse Ritus voor België.  

## Geschiedenis
De loge werd gesticht in 1797 onder impuls van Loge Les Vrais Amis de l'Union et du Progrès Réunis (Brussel) als ambulante militaire symbolische loge van de 66e halfbrigade van de Franse republikeinse leger, dat in Brussel was gestationeerd.  Hieruit is de loge geëvolueerd als een van de oudste tot een van meest prestigieuze loges van België die in de drie basisgraden alsook in hogere gradensystemen werkt.  Pierre-Théodore Verhaegen was een prominent lid en de oprichting van de Université Libre de Bruxelles (ULB) is vanuit deze loge georganiseerd.
Zij hanteerde de Moderne Franse Ritus sedert haar oprichting. In 1813 kreeg zij een dubbel Frans patent om tevens de Aloude en Aangenomen Schotse Ritus (A.A.S.R.) te hanteren en nieuwe werkplaatsen op te richten in België. 
Het patent voor de symbolische basisgraden kwam vanwege de Grand Orient de France (G.O.d.F.). Bij de samenvoeging van de Nederlanden in 1815 ging zij over naar het Grootoosten der Nederlanden (G.O.N.).  Na de Belgische Revolutie ging zij over naar het Grootoosten van België (G.O.B.) in 1833.  Tot 1913 bleef zij voor de hogere graden van de A.A.S.R. verbonden aan de Opperraad voor België van de Aloude en Aangenomen Schotse Ritus.  Dat jaar besliste de loge niet langer in de hogere graden te werken en verliet de Opperraad voor België.
De broeders die reeds werkten met de A.A.S.R. vormden, wat de hogere gradenvrijmetselarij betreft, een onafhankelijke Brussels kapittel onder de Opperraad voor België.  In 1959 splitste deze werkplaats zich af van de Opperraad voor België en ging over naar het Soeverein College van de Schotse Ritus voor België.  
In 1959 splitsten tevens een zestal broeders zich af en vormden de loge Tradition et Solidarité (Brussel) onder de Grootloge van België.
Het is tevens de moederloge van vier Franstalige Brusselse dochterloges behorende tot dezelfde obediëntie en met dezelfde naam, maar met een verschillende nummer hieraan toegevoegd, om ze van elkaar te onderscheiden.  In 1894 ontstond Les Amis Philanthropes nº 2 (Brussel) als afscheuring van 211 broeders, naar aanleiding van meningsverschillen omtrent de ULB in de schoot van de loge.  De sociale radicalen verbleven, en de liberalen stichtten onder leiding van graaf Eugène Goblet d'Alviella de dochterloge onder nº 2.  In 1973 verdween deze loge door splitsing in twee met als naam Les Amis Philanthropes nº 2 Alpha en Les Amis Philanthropes nº 2 Omega.  
Hiernaast bestaan nog Les Amis Philanthropes nº 3 die in 1911 afsplitste met 122 broeders en Les Amis Philanthropes-Henri Sint-Jean nº 4 die in 1972 afsplitste met 32 broeders.    Beiden zijn nieuwe afsplitsingen van nº 1 omwille van een zeer hoog ledenaantal.  Een poging in 1980 om tot een nieuwe afsplitsing te komen onder de naam Les Amis Philanthrophes n° 5.
De loges Le Ciment (Brussel, 1964) en Anderson (Brussel, 1982) zijn tevens dochterloges die afsplitsten met respectievelijk 14 en 12 broeders.  Le Ciment wilde de symbolen in ere herstellen en zocht toenadering tot de Angelsaksische vrijmetselarij, maar is uiteindelijk binnen het Grootoosten gebleven.  Anderson splitste af omwille van het aantal leden en voerde een maximum van 50 leden in.  
Jaarlijks organiseert de moederloge een prestigieus muziekgala, ten voordele van haar filantropische werken.

## Familiebanden
Les Amis Philanthropes maakt deel uit van eenzelfde maçonnieke familie behorende tot het Grootoosten van België en als volgt is samengesteld:
- loge nº 4 : Loge Les Vrais Amis de l'Union et du Progrès Réunis (1782/1854)
  - loge nº 5 : Loge Les Amis Philanthropes nº 1 (1797)
    - loge nº 6 : Les Amis Philanthropes nº 2 1894-1973) 
      - loge nº 59 : Les Amis Philanthropes nº 2 Alpha (1973)
      - loge nº 60 : Les Amis Philanthropes nº 2 Omega (1973)

    - loge nº 7 : Loge Les Amis Philanthropes nº 3 (1911)
      - loge nº 23 : Prométhée (1929)

    - loge n° 8 : Tradition et Solidarité (Grootloge van België, G.L.B.) (1959-19XX)
    - loge n° 48 : Le Ciment (1964)
    - loge nº 56 : Les Amis Philanthropes nº 4 Henri Saint-Jean (1972)
    - loge n° 82 : Anderson (1982)

  - loge nº - : La Félicité Bienfaisante (Grootoosten der Nederlanden, G.O.N.) (1804-18XX)
  - loge nº - : L'Espérence (1805-18XX)
    - loge nº - : Les Amis du Progrès (1838-1854)

  - loge nº - : L'Avenir (1837-18XX)
  - loge nº 22 : Action et Solidarité nº 1 (1924)
    - loge nº 31 Action et Solidarité nº 2 (1949)
    - loge nº 32 Action et Solidarité nº 3 (1949)
      - loge nº 80 Action et Solidarité 1980 (1980)

  - loge nº 42 Le Libre Examen (1960)
  - loge nº 23 : L'Union (1962) (G.L.B. tot 1979) / nº 1 : L'Union (1962)  (Reguliere Grootloge van België vanaf 1979)
  - loge nº 17 : L'Heureuse Rencontre  (G.L.B.) (1966)

## Bekende leden
- Eugène Goblet d'Alviella (1846-1925)

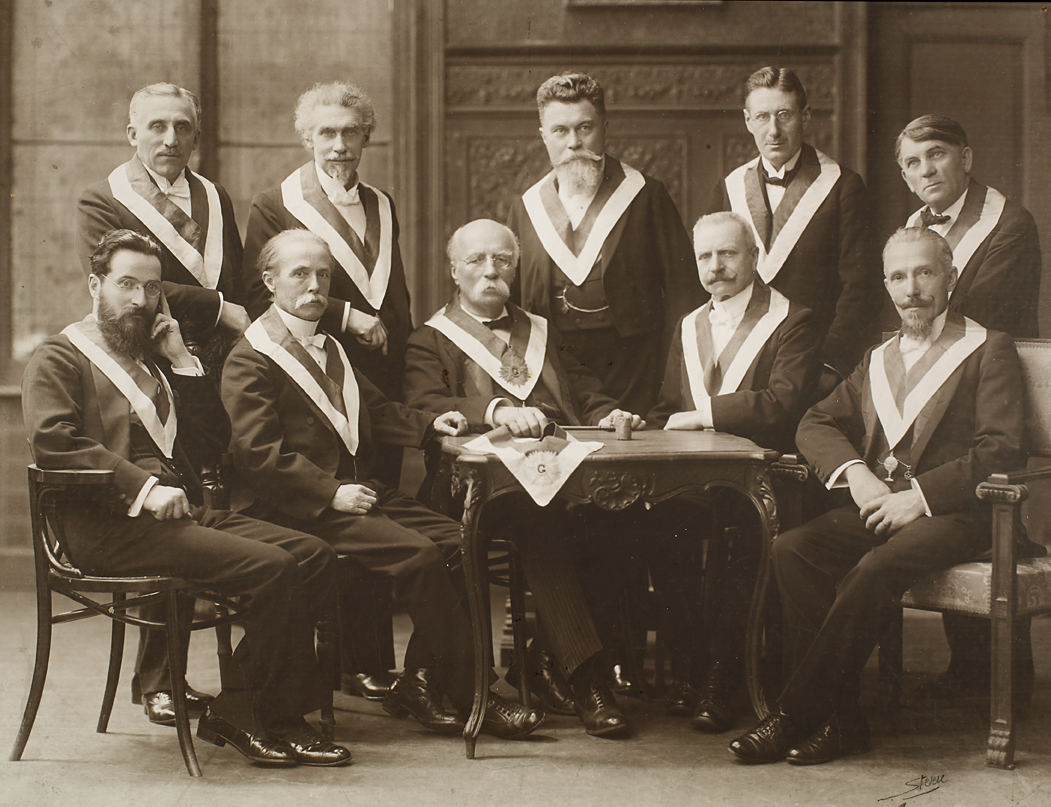
Henri LaFontaine als Voorzittend Meester, ca. 1910 (zittend, links van het midden)

- Charles François Angelet (1797 - 1832)
- Louis Artan (1837-1890)
- Auguste Baron (1794-1862)
- Charles Auguste de Bériot (1802 - 1870)
- Jules Bordet (1870-1961)
- Charles de Brouckère (1796-1860)
- Karel Buls (1837-1914)
- François Van Campenhout (1779 - 1848)
- Léo Campion (1905-1992)
- Ovide Decroly (1871-1932)
- Joseph-Marie Defrenne (1767-1848)
- François-Joseph Dindal (1791-1866)
- Joseph Dupont (1838 - 1899)
- André-Napoléon de Fontainas (1807-1863)
- Henri La Fontaine (1854-1943)
- Victor Horta (1861-1947)
- Julius Hoste (politicus) (1848-1933)
- Gustave Huberti (1843 - 1910)
- Camille Huysmans (1871-1968)
- Paul Hymans (1865-1941)
- François Jehin (1839 - 1899)
- Roger Lallemand (1932)
- Charles-Auguste Lis (1784 - 1845)
- Henry Charles Litolff (1818 - 1891)
- Constantin Meunier (1831-1905)
- François-Joseph Navez (1787-1869)
- Louis Piérard (1886-1951)
- François Prume (1816 - 1849)
- Nicolas Rouppe (1769-1838)
- Jean-Baptiste Singelée (1812 - 1875)
- Joseph-François Snel (1793 - 1861)
- Goswin de Stassart (1780-1854), erelid (1835)
- Pierre Tempels (1825-1923)
- Emile Vandervelde (1866-1938)
- Pierre-Théodore Verhaegen (1796-1862)
- Henri Vieuxtemps (1820 - 1881)
- Isidore-François-Antoine Zerezo (1811-1874)